# Terezo
Terezo, właśc. Antônio Carlos da Silva Terezo (ur. 7 października 1953 w Macaé, zm. 7 maja 2013) – brazylijski piłkarz, występował na pozycji prawego obrońcy.

## Kariera klubowa
Karierę piłkarską rozpoczynał w klubie Américe Rio de Janeiro w 1970. W Américe 5 września 1971 w wygranym 3:0 meczu z Sportem Recife Terezo zadebiutował w lidze brazylijskiej. W latach 1973–1976 i 1977–1978 był zawodnikiem Portuguesy São Paulo.
W 1978 występował w Figueirense FC, a w latach 1980–1981 Sampaio Corrêa São Luís. W barwach Sampaio Corrêa 19 lutego 1981 w przegranym 0:2 meczu z Nacionalem Manaus Terezo po raz ostatni wystąpił w lidze brazylijskiej. Ogółem w lidze brazylijskiej wystąpił w 44 spotkaniach i strzelił 1 bramkę. Ostatni klubem w karierze Terezo było Botafogo FC, w którym występował w 1982.

## Kariera reprezentacyjna
W 1972 Terezo uczestniczył w Igrzyskach Olimpijskich w Monachium. Na turnieju Terezo wystąpił we wszystkich trzech meczach grupowych reprezentacji Brazylii z Danią, Węgrami i Iranem.